# Sh2-60
Sh2-60 (nota anche come RCW 173) è una nebulosa a emissione visibile nella costellazione dello Scudo.
Si individua nella parte centrosettentrionale della costellazione, circa 1,5° a NNE della stella α Scuti; si estende per una ventina di minuti d'arco in direzione di una regione della Via Lattea fortemente oscurata da alcuni banchi di polveri oscure, fra le quali spicca B 103. Il periodo più indicato per la sua osservazione nel cielo serale ricade fra giugno e novembre; trovandosi a soli 6° dall'equatore celeste, può essere osservata indistintamente da tutte le regioni popolate della Terra.
Si tratta di una grande regione H II situata sul Braccio del Sagittario alla distanza di circa 2200 parsec (7170 anni luce) dal sistema solare; le responsabili della ionizzazione dei suoi gas sarebbero due stelle di cui non sono date né le sigle di catalogo né le coordinate, rispettivamente di magnitudine apparente 11,49 e 12,45. Nella sua direzione si estende la brillante sorgente di onde radio W42, sulla cui distanza vi è un certo disaccordo: alcune stime propongono 2200 parsec, indicando quindi una chiara associazione con Sh2-60, mentre altre stime indicano una distanza molto più grande, fino a 13400 parsec, collocando così questa sorgente nei pressi del centro galattico; se la distanza di 2200 parsec è corretta, W42 è molto probabilmente parte di Sh2-60. W42 consiste di una nube molto densa che riceve l'intensa radiazione di un giovane, denso e massiccio ammasso aperto di stelle di classe spettrale O e B profondamente immerso in una densa nube di polveri; quest'ammasso sembra emergere attraverso delle aree diradate della nebulosa che hanno subito un processo di fotoevaporazione ad opera della radiazione delle sue stesse stelle, secondo un processo analogo a quanto si osserva nella Nebulosa Aquila o nell'ammasso australe NGC 3603. Alla nube Sh2-60 sarebbero inoltre associate due forti sorgenti di radiazione infrarossa, RAFGL 5263 e IRAS 18335-0646, e la nube molecolare SYCSW 513, individuata tramite le sue emissioni alla lunghezza d'onda CO.
La regione nebulosa visibile in direzione di Sh2-60 appare per altro distinta in due componenti principali; la componente situata a sudest, ossia quella posta in direzione di W42, è indicata come G25.4SE e, secondo la stima indicata nello studio in cui si analizzano le due componenti, disterebbe 4600 parsec, mentre la componente di nordovest è indicata come G25.4NW e, secondo lo stesso studio, disterebbe circa 12000 parsec. Se queste stime sono corrette, nessuna componente della nebulosa sarebbe legata a W42. Sempre in direzione di Sh2-60 si osserva la radiosorgente GAL 025.52+00.22, coincidente probabilmente con una variabile S Doradus simile alla ben nota η Carinae; la sua distanza sarebbe tuttavia di 14500 parsec e si trova pertanto in una regione molto più remota della Via Lattea.